# Katsuhiro Minamoto
Katsuhiro Minamoto (皆本 勝弘, Minamoto Katsuhiro) est un footballeur japonais né le 2 juillet 1972 dans la préfecture de Hiroshima au Japon.